# 홍운표
홍운표(洪運杓, 1880년 5월 28일 ~ 1945년 6월 16일, 친일파)는 대한제국과 일제강점기의 관료로, 본관은 남양이며 본적은 충청북도 청원군 강서면이다.

## 생애
1898년 4월 외부 주사로 재직했으며 1901년 7월 외부 참서관, 1903년 1월 진연청 낭청으로 재직했다. 1906년 의정부 주사와 참서관, 형법교정관을 역임했고 1907년 6월 내각 서기관과 부동산법 조사위원으로 근무했다. 1907년 9월 29일 대한제국 정부로부터 훈4등 태극장을 받았으며 1908년 대한협회 회원, 기호흥학회 회원 및 찬무원, 대동학회 회원으로 활동했다.
1908년 7월 9일부터 9월 20일까지 일본 내각과 소속관청 사무 시찰단 16인의 일원으로 참여했으며 1908년 10월 문관고등전형위원으로 임명되었다. 1909년 기호흥학회 평의원으로 활동했으며 1909년 11월 이토 히로부미 추도회 발첩담임을 맡았다. 1910년 10월 1일부터 1921년까지 조선총독부 중추원 부찬의를 역임했으며 1912년 8월 1일 일본 정부로부터 한국 병합 기념장을 받았다.
1914년 7월 조선총독부 중추원의 일본 시찰단에 참여했고 1916년 조선총독부의 반도사 편찬사업 조사주임을 맡았다. 1918년 5월 매일신보사가 주관한 규슈 시찰단에 참여했으며 1920년 11월 11일부터 12월 2일까지 조선총독부 중추원의 일본 시찰단에 참여했다. 1921년 4월 27일 경기도 연천군수로 임명되었지만 1922년 11월 27일 부하 감독 소홀로 인해 문관징계령에 따라 견책당했다. 친일파 708인 명단의 중추원 부문, 민족문제연구소의 친일인명사전 수록자 명단의 중추원 부문과 관료 부문, 친일반민족행위진상규명위원회가 발표한 친일반민족행위 705인 명단에 포함되었다.

## 참고자료
- 친일반민족행위진상규명위원회 (2009). 〈홍운표〉. 《친일반민족행위진상규명 보고서 Ⅳ-19》. 서울. 677~682쪽.